# Aiton (Savoie)
Aiton település Franciaországban, Savoie megyében. Lakosainak száma 1811 fő (2022. január 1.). Aiton Bonvillard, Bonvillaret, Bourgneuf, Chamousset, Fréterive, Grésy-sur-Isère, Montailleur és Sainte-Hélène-sur-Isère községekkel határos.

## Népesség
A település népességének változása:
| Lakosok száma | 1733 | 1706 | 1708 | 1667 | 1674 | 1679 | 1683 | 1747 | 1811 |
|               | 2013 | 2015 | 2016 | 2017 | 2018 | 2019 | 2020 | 2021 | 2022 |